# (29965) 1999 JX102
A (29965) 1999 JX102 a Naprendszer kisbolygóövében található aszteroida. A LINEAR projekt keretében fedezték fel 1999. május 13-án.